# Prínos (ort i Grekland, Thessalien)
Prínos är en ort i Grekland.   Den ligger i prefekturen Trikala och regionen Thessalien, i den centrala delen av landet, 250 km nordväst om huvudstaden Aten. Prínos ligger 148 meter över havet och antalet invånare är 528.
Terrängen runt Prínos är varierad. Runt Prínos är det ganska tätbefolkat, med 75 invånare per kvadratkilometer. Närmaste större samhälle är Trikala, 13,5 km öster om Prínos. Trakten runt Prínos består till största delen av jordbruksmark.